# ローランド・ジョフィ
ローランド・ジョフィ（Roland Joffé、1945年11月17日 - ）はイギリスの映画監督。ロンドン出身のフランス系ユダヤ人。フランス名なので本来の発音はロラン・ジョフェ。

## 略歴
マンチェスター大学で英語と演劇を学び、卒業後は演劇に携わる。
後にテレビの世界に移り、BBCでドラマなどを手がけるようになった。
1984年に『キリング・フィールド』で監督し、これが評判となりアカデミー賞監督賞にノミネート。
続く『ミッション』で1986年カンヌ国際映画祭パルム・ドールを受賞し、翌年アカデミー賞監督賞にノミネートされる。
2016年は、伝説のミリオン・ダラー・カルテットをミュージカル仕立てにした《ミリオン・ダラー・カルテット》のテレビ・ミニシリーズ版を監督した。

## 主な監督作品
- 1984年：『キリング・フィールド』The Killing Fields
- 1986年：『ミッション』The Mission
- 1989年：『シャドー・メーカーズ』Fat Man and Little Boy　＊VHSスルー (後にDVD発売)
- 1992年：『シティ・オブ・ジョイ』City of Joy
- 1995年：『スカーレット・レター』The Scarlet Letter
- 1999年：『グッバイ・ラバー』Goodbye Lover
- 2000年：『宮廷料理人ヴァテール』Vatel
- 2007年：『キャプティビティ』Captivity
- 2008年：You and i　＊DVDスルー題『YOU and i』
- 2008年：There Be Dragons　＊DVDスルー題『フロントミッション　革命の反逆者たち』
- 2013年：The Lovers　＊WOWOW放映題「タイム・ラヴァーズ　時空を繋ぐ指輪」(2016年7月DVD発売)
- 2015年：Texas Rising
- 2016年：Million Dollar Quartet (テレビ・ミニシリーズ)